# Масломёнца
Масломёнца (пол. Masłomiąca) — село в Польше в сельской гмине Михаловице Краковского повета Малопольского воеводства.

## География
Село располагается в 12 км от административного центра воеводства города Краков.

## История
Первое упоминание о селе относится к 1357 году. В XV веке село принадлежало шляхецкому роду герба Топор. В XVII веке село перешло в собственность семьи Млодзеёвских герба Слеповрон. С конца XVIII века село стало принадлежать Роману Сераковскому герба Огоньчик. В это время село насчитывало 28 домохозяйств с 157 жителями, действовали шахта, мельница и была построена усадьба (разобрана в 80-х годах XX столетия).
В 1975—1998 годах село входило в состав Краковского воеводства.

## Население
По состоянию на 2013 год в селе проживало 748 человек.
| 2010 | 2013 |
| ---- | ---- |
| 621  | 748  |

| Перепись  | Всего   | Всего | Женщины | Женщины | Мужчины | Мужчины |
| --------- | ------- | ----- | ------- | ------- | ------- | ------- |
| Единицы   | человек | %     | человек | %       | человек | %       |
| Население | 748     | 100   | 379     |         | 369     |         |

## Известные жители и уроженцы
- Яновский, Александр Аманд (1725—1801) — тарновский епископ.